# Jeremy Sumpter
Pour les articles homonymes, voir Sumpter.
Jeremy Robert Myron Sumpter est un acteur et mannequin américain né le 5 février 1989 à Carmel-by-the-Sea, en Californie (États-Unis).

## Biographie
Jeremy Sumpter est né le 5 février 1989 à Carmel-by-the-Sea, en Californie, de Gary Sumpter et de Sandy Johnson.
Il a une sœur jumelle, Jessica Sumpter, également actrice, une sœur plus jeune, Jennifer dite Gigi Sumpter (née le 2 juillet 1990), également actrice, et un frère, Travis. Sa famille déménage ensuite dans la ville natale de sa mère, à Mount Sterling dans le Kentucky, lorsqu'il a dix mois.
Dès l'âge de onze ans, Jeremy Sumpter entre à l'International Modeling and Talent Association et commence une carrière de jeune mannequin au Kentucky. Il remporte également le prix du meilleur mannequin masculin de moins de 12 ans de l'année (Pre-Teen Male Model of the Year), et rencontre Mark Robert, qui devient son manager personnel. Il décide alors de déménager à Los Angeles en Californie avec sa famille, et se lance dans le métier d'acteur à partir de l'année 2001.
Le premier rôle de Jeremy Sumpter est celui d'Adam Mieks jeune (dans des flashbacks) dans le film Emprise (2001). Il est nommé aux Saturn Awards 2003 dans la catégorie meilleur jeune acteur (Best Performance by a Younger Actor) pour ce rôle. Il apparaît ensuite avec Danny Glover dans le film Just a Dream, pour lequel il reçoit un Young Artist Award 2003 dans la catégorie meilleur acteur dans un téléfilm, mini-série, spécial ou pilote (Best Performance in a TV Movie, Mini-Series or Special - Leading Young Actor). Il joue ensuite dans Local Boys (2002), un drame familial, aux côtés de Mark Harmon et Eric Christian Olsen.
En juillet 2002, Jeremy Sumpter, 13 ans, est sélectionné pour le rôle principal du film Peter Pan (2003). Il y fait lui-même presque toutes les cascades. Pour se préparer, il déclare avoir pratiqué le combat à l'épée jusqu'à cinq heures par jour, s'être entraîné à la gymnastique et avoir soulevé des poids. Il a également complété son entraînement en pratiquant le cricket et le surf. Il tourne aux côtés de l'actrice Rachel Hurd-Wood, avec qui il devient ami. Lors du tournage en Australie, il grandit de plusieurs centimètres, nécessitant quelques astuces de mise en scène pour conserver l'avantage de taille du Capitaine Crochet sur Peter Pan dans les dernières scènes de face-à-face. La productrice Lucy Fisher a également déclaré que « la fenêtre par laquelle il s'envole a dû être agrandie deux fois ». Le film fait connaître Jeremy Sumpter du grand public et, pour ce rôle, il remporte un Saturn Award 2004 (meilleur jeune acteur (Best Performance by a Younger Actor)) et un Young Artist Award 2004 (meilleur acteur dans un film (Best Performance in a Feature Film - Leading Young Actor)), et est nommé dans la catégorie meilleur jeune acteur des Phoenix Film Critics Society Award 2004.

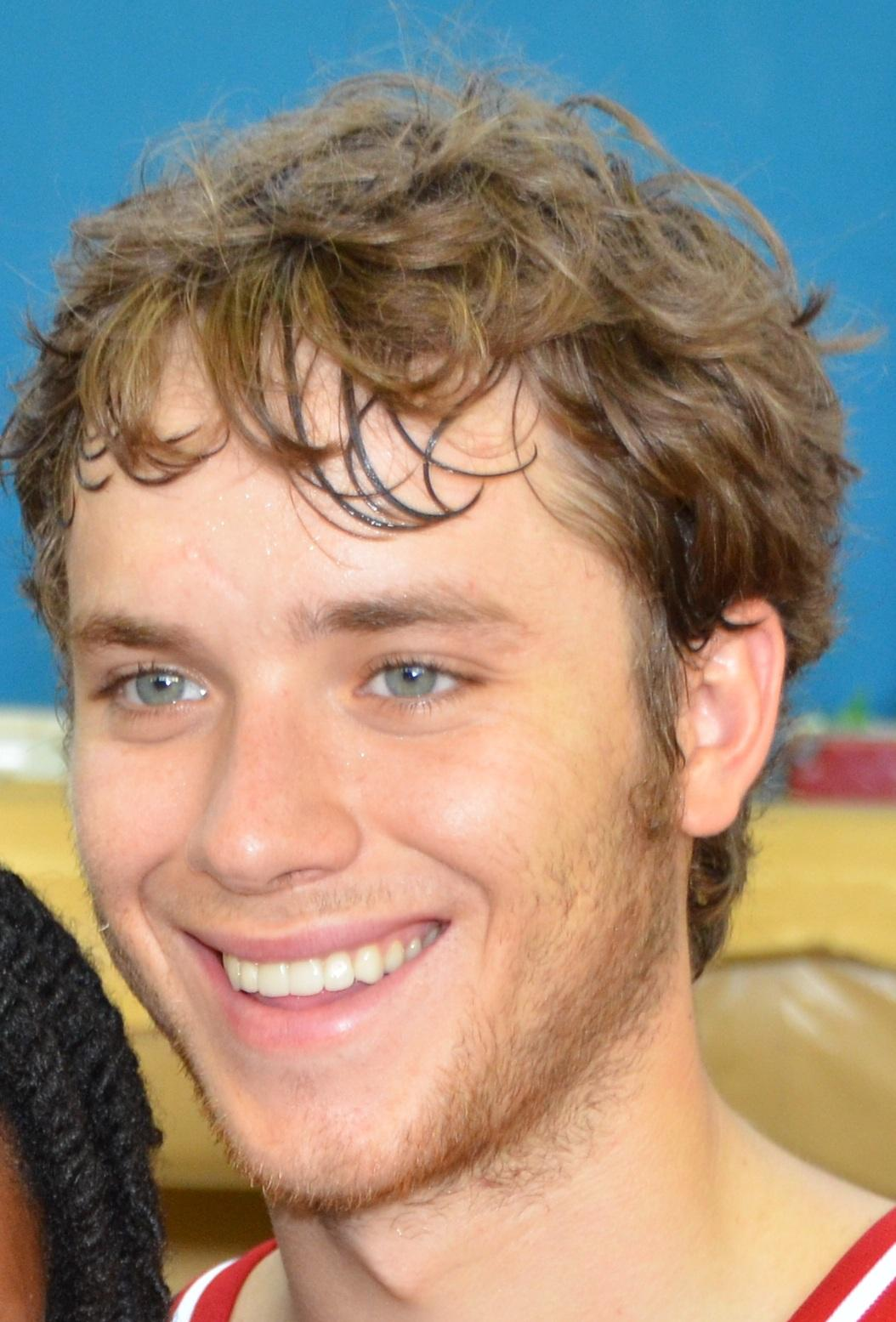
Jeremy Sumpter en 2011.

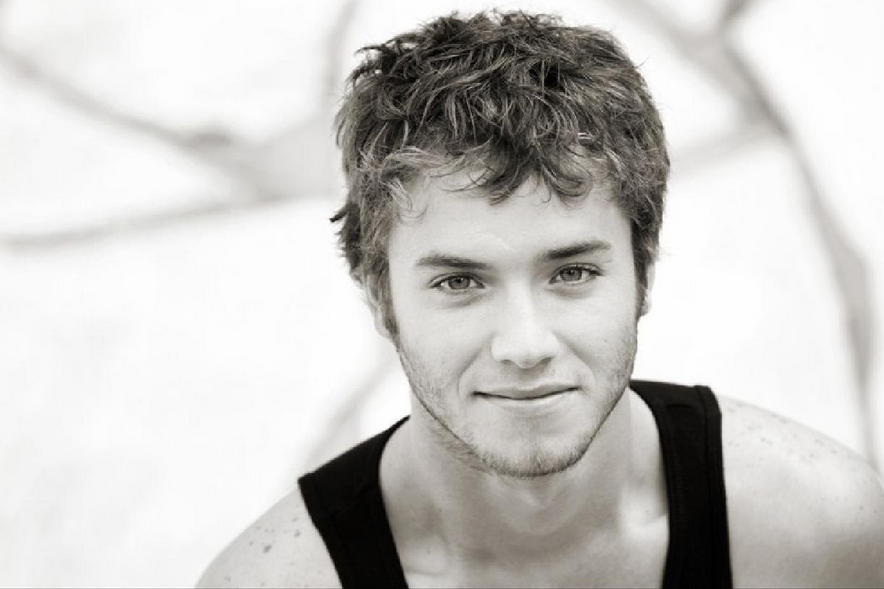
Jeremy Sumpter en 2013.

À l'automne 2004, Jeremy Sumpter joue dans la série télévisée Clubhouse où il interprète Pete Young, le batboy d'une équipe de la Ligue majeure de baseball de New York. La série est annulée par CBS après seulement cinq épisodes, les onze épisodes réalisés ont depuis été diffusés sur d'autres chaînes. Jeremy Sumpter joue ensuite dans Un ado en danger (2005), un téléfilm de la chaîne Lifetime évoquant un adolescent populaire dont la vie est ruinée par une dépendance à la pornographie sur Internet.
Sumpter passe l'été 2005 dans l'Oregon pour le tournage de la comédie pour adolescents The Sasquatch Gang, qui sort en novembre 2006. Il a ensuite un petit rôle dans le film An American Crime, qui est présenté sur Showtime en 2008 avant de sortir en DVD. Il apparaît également dans un épisode de la série Les Experts : Miami (2007) où il joue le rôle du petit-ami d'une fille dont les parents sont assassinés.
Jeremy Sumpter joue ensuite dans Calvin Marshall (2009), la comédie familiale Les Filles de Cupidon (2010), Death and Cremation (2010) et Soul Surfer (2011).
Jeremy Sumpter est le co-animateur de The YOBI Show, un concours de téléréalité en ligne, avec Danielle Ryan.
Jeremy Sumpter apparaît dans le film catastrophe Black Storm (2014) dans le rôle de Jacob Hodges, un jeune caméraman pour des chasseurs de tornades.

## Vie privée
En décembre 2015, Jeremy Sumpter annonce qu'il est fiancé à Lauren Pacheco, mais le 28 octobre 2016, il confirme qu'il n'est plus fiancé.
Il est aussi un ami proche de Rachel Hurd-Wood, sa partenaire du film Peter Pan.
Jeremy Sumpter a épousé Elizabeth Treadway le 1er octobre 2022, à Columbia dans le Tennessee. 

## Filmographie

### Cinéma
- 2001 : Emprise (Frailty) : Adam Meiks jeune
- 2002 : Local Boys : Skeeter Dobson
- 2003 : Peter Pan : Peter Pan
- 2006 : The Sasquatch Gang : Gavin Gore
- 2007 : An American Crime : Coy Hubbard
- 2010 : Calvin Marshall : Caselli
- 2010 : Death and Cremation : Jarod Leary
- 2010 : Prep School
- 2011 : Soul Surfer : Byron Blanchard
- 2012 : The Science of Cool
- 2012 : Excision : Adam
- 2012 : Hiding : Brett
- 2014 : Animal : Matt
- 2014 : Black Storm (Into the Storm) : Jacob Hodges
- 2015 : The Culling : Tyler
- 2015 : The Squeeze : Augie
- 2016 : Ransom Games (Billionaire Ransom) : Kyle Hartmann
- 2017 : Dark Ascension : Luke
- 2019 : The Legend of 5 Mile Cave : Sam "Shooter" Green, jeune
- 2019 : Stakeout : Ray Brey
- 2022 : Holiday Harmony : Jeremy
- 2024 : Chapel : Cohen Black/Ethan
- 2024 : The Fall : Travis Humphrey

### Télévision

#### Téléfilms
- 2001 : Murphy's Dozen : Sean
- 2002 : Just a Dream : Henry Sturbuck
- 2005 : Un ado en danger (Cyber Seduction: His Secret Life) : Justin Petersen
- 2010 : Les Filles de Cupidon (You're So Cupid!) : Connor Miller
- 2016 : Cherche fiancé pour une semaine (Sisters of the Groom) : Jason Quinn

#### Séries télévisées
- 2001 : Un père peut en cacher un autre (Raising Dad) (saison 1, épisode 08 Le Bureau de l'écrivain) : Henry
- 2001 : Urgences (ER) (saison 8, épisode 10 : Noël en famille) : Nathan
- 2002 : La Vie avant tout (Strong Medicine) (saison 3, épisode 06 : L'Adoption) : Randy
- 2004 : Clubhouse : Pete Young
- 2007 : Les Experts : Miami (CSI: Miami) (saison 5, épisode 16 : Relations de bon voisinage) : Zach Griffith
- 2008-2010 : Friday Night Lights (saisons 3 et 4) : J. D. McCoy
- 2012 : The Glades (saison 3, épisode 10) : Dane Westing
- 2015 : Stitchers (saison 1, épisode 11) : Devon Landry/Gavin Landry

## Distinctions

### Récompenses
- IMTA Award 2000 du meilleur mannequin masculin de moins de 12 ans de l'année
- Young Artist Award 2003 du meilleur acteur dans un téléfilm, mini-série, spécial ou pilote dans Just a Dream (2002).
- Saturn Award 2004 du meilleur jeune acteur dans Peter Pan (2003).
- Young Artist Award 2004 du meilleur acteur dans un film dans Peter Pan (2003).
- Change The World Award 2009 : Youth for Humanity Award, Male.

### Nominations
- Saturn Awards 2003 du meilleur jeune acteur dans Emprise (2001).
- Phoenix Film Critics Society Award 2004 du meilleur jeune acteur dans Peter Pan (2003).
- Young Artist Award 2006 du meilleur acteur dans un téléfilm, mini-série, spécial ou pilote dans Un ado en danger (2005).